# パラグアイの国章
パラグアイの国章（パラグアイのこくしょう スペイン語: Escudo de Armas）は以下の構造を持つ。
円は白い背景色、"República del Paraguay" と記された赤い帯、左には緑のパルムの枝が、右には緑のオリーブの枝があり、それぞれが結ばれている。中心には白星がある。
最初の紋章のデザインは1820年、フランシア博士の独裁の時代に遡る。

フランシア博士独裁時代の紋章（1823年-1842年）
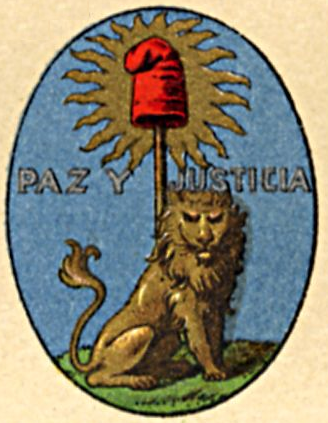
裏面の紋章
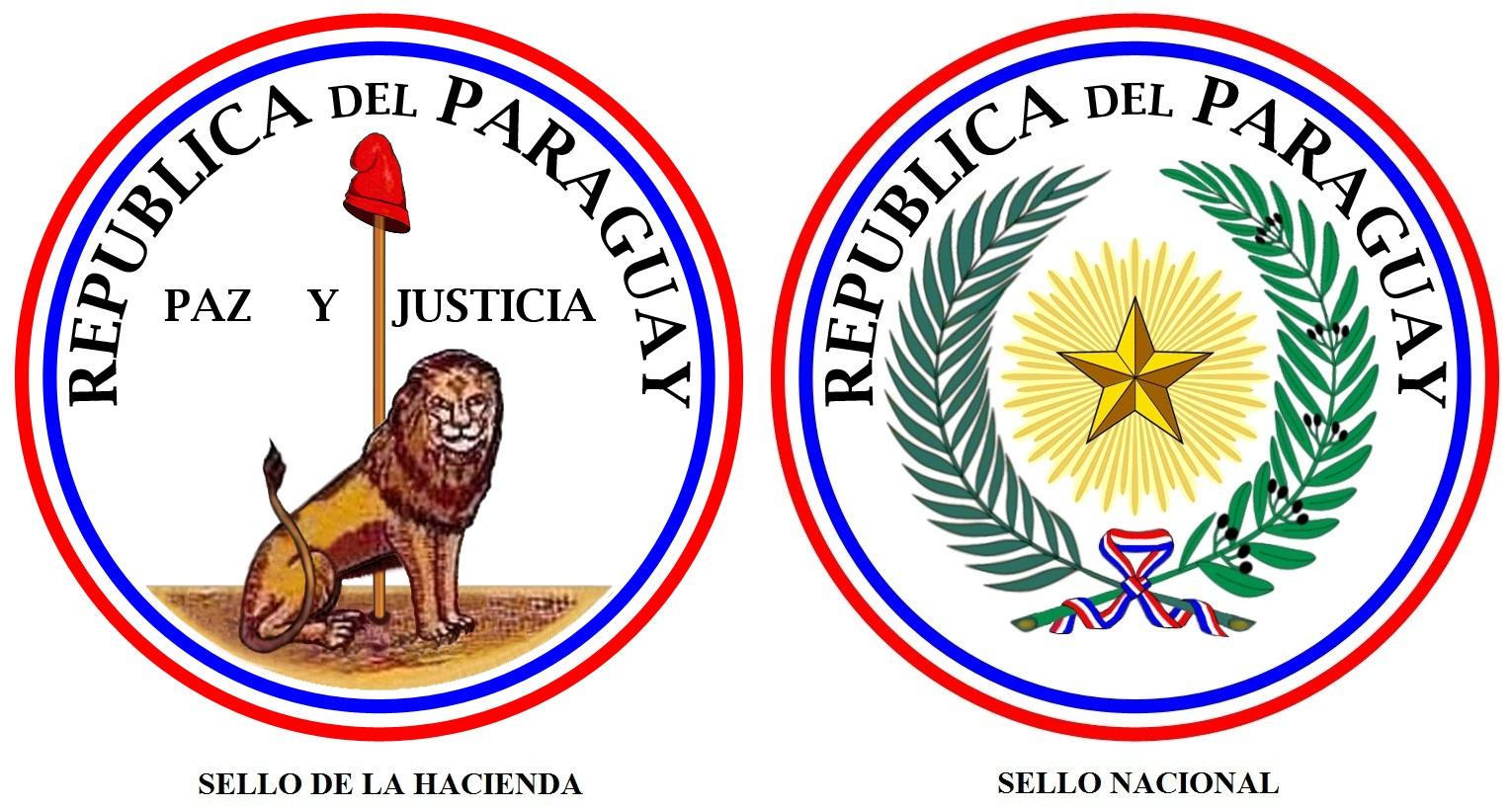
1842年-1988年表裏の紋章
1957年-2013年の国章（表面）
1957年-2013年の国章（裏面）